# Management-Diagnostik
Der Begriff Management-Diagnostik bezeichnet eine Untermenge der beruflichen Eignungsdiagnostik: Mit Management sind in diesem Zusammenhang Manager in Organisationen gemeint (nicht die Tätigkeiten des Managens), mit Diagnostik die Psychologische Diagnostik. Geprägt wurde der Begriff mit dem gleichnamigen Handbuch von Werner Sarges, das erstmals 1990 erschien.

## Hintergrund
Für eine gesonderte Betrachtung und Benennung der Eignungsdiagnostik für den engeren Personenkreis der Manager gibt es laut Sarges drei Gründe:
1. die für den Unternehmens- bzw. Organisationserfolg hohe Bedeutsamkeit des Managements
2. der besondere Einfluss der gesamten Persönlichkeit eines Managers auf Effektivität und Effizienz in seinem Job, was zu einer Akzentsetzung auf diagnostische Ansätze und Verfahren führt, die in der Lage sind, diesem Faktum auch gebührend Rechnung zu tragen
3. die übersichtliche Behandlung von eignungsdiagnostischen Konzepten und Instrumenten, die vor allem oder speziell für die Gruppe der Manager geeignet sind.

Managementerfolg in einer sich immer schneller und unvorhersehbarer ändernden Wirtschaftswelt erfordert besonderes Geschick v. a. in Bezug auf:
- die schnelle Anpassung an die rasch wechselnden Gegebenheiten der Märkte und der Technik sowie
- das Ausnutzen sich bietender Chancen, die nicht immer leicht wahrnehmbar sind.

Daher ist es von besonderem Vorteil, die Eignung eines Managers für einen gegebenen Job vor seiner Berufung so zutreffend wie möglich einschätzen zu können.

## Schlüsselfaktoren in der Management-Diagnostik

### Persönlichkeit
Die bisherige Führungsforschung lässt erkennen, dass Erfolg in einer Managementfunktion Persönlichkeitseigenschaften und -profile voraussetzt, die auch bei großen Bewerberschaften oft nur begrenzt vorfindbar oder trainierbar sind (vgl. z. B. Howard & Howard, 2002). Als Schlüsselmerkmale für Management finden sich in der eignungsdiagnostischen Literatur beispielsweise: Fähigkeit zum Überblick, zielorientierte Initiative, Überzeugen und Durchsetzen sowie allgemeines Lernpotential – zusätzlich zu den diversen Voraussetzungsdispositionen im kognitiven, motivationalen und sozial-interaktiven Bereich, bei denen allein schon kleine Unterschiede in Ausprägung und Kombination große Wirkungen haben können. Gleichwohl zeigt die Praxis, dass es kein homogenes Anforderungsprofil für alle Managementjobs gibt: Je nach Branche, Ressort/Funktion, hierarchischer Position etc. werden unterschiedliche Gewichte der generellen Eignungsdispositionen der Person und zusätzlich spezifische Anforderungen der besonderen Situation von Bedeutung sein.

### Passung der Persönlichkeit zur Situation
Management- bzw. Führungserfolg lässt sich allerdings nicht allein auf die Persönlichkeit des Managers zurückführen, sondern auch auf die Gegebenheiten der Situation, allermeist aber auf die Interaktion beider – wie ein zeitgeschichtliches Gedankenexperiment des Psychologen Lykken illustriert:

„Gandhi's simplicity and saintliness might not have dealt effectively with Hitler's war machine, and Churchill's bombast and epicurean self-indulgence would not have endeared him to the Indian masses.“

Erfolge in Politik oder Management werden also weder bewirkt von „great men“ (personalistische Sicht) noch von „great times“ (situationistische Sicht), entscheidend ist vielmehr die individuelle Passung von Person und Situation (interaktionistische Sicht des 'person-job-fit'-Konzepts). Hier ist vor allem die im Rahmen der sog. Interaktionismus-Debatte getroffene Unterscheidung von „starken“ (strukturierten, beschränkenden) und „schwachen“ (mehrdeutigen, erleichternden) Situationen hilfreich. Nicht wenige Persönlichkeitsmerkmale (z. B. Extraversion, Initiative) lassen nur in eher schwachen Situationen vielfältige Verhaltensweisen bzw. viel Verhaltensvariabilität zu. Die typische Arbeitssituation, in der ein Manager sich bewegt, ist jedoch eher als schwache denn als starke Situation anzusehen. Daher ist der Einfluss von Merkmalen seiner Persönlichkeit auf seinen beruflichen Erfolg erheblich größer als in enger vorgegebenen Arbeitsrahmen (z. B. bei Tätigkeiten am Fließband mit vorgegebenen Taktzeiten).

## Einschätzung der Management-Eignung eines Kandidaten
Um Kandidaten in Bezug auf ihre Eignung für Management-Positionen zutreffender einschätzen zu können, sind besondere Formen der Evokation und der Erfassung auskunftsfähiger Indikatoren nötig. Die ersten zwei basieren auf management-diagnostischer Tradition, die drei nachfolgenden zeigen laut Sarges weitere Chancen zur Validitätssteigerung auf.

### 1.Multi-Methodalität

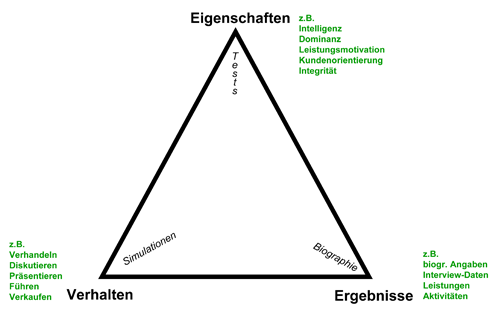
Abbildung 1: Drei Ansätze der Eignungsdiagnostik (nach Schuler, 2000)

Wichtige Merkmale beruflicher Eignung (z. B. Intelligenz, Leistungsmotivation) sollten mit mehr als nur einer diagnostischen Methode zu ermitteln versucht werden (Prinzip der Multi-Methodalität). Unterscheidet man die drei methodischen Ansätze Eigenschaften, Verhalten und Ergebnisse (nach Schuler, 2000, vgl. Abbildung 1), so sollte die Eignung also nicht nur durch Interviews, Tests oder Tätigkeitssimulationen allein, sondern zumindest durch zwei der Ansätze statt (wie in der Praxis oft üblich) nur einem erfolgen.
Umgesetzt wird Multi-Methodalität schon seit den 1960er Jahren in Assessment-Centern (AC), die der Auswahl und Weiterentwicklung von Führungskräften dienen. In derartigen Gruppenveranstaltungen werden Breitbanderfassungen von jobrelevanten Persönlichkeits- und Verhaltensmerkmalen angestrebt, um die Persönlichkeit der Kandidaten ganzheitlicher zu erfassen. Durchgeführt werden dort außer Interviews und Tests auch Verhaltenssimulationen (in Einzel- und Gruppenübungen). Nach dem AC schätzen die Beobachter die Bewerber daraufhin ein, ob sie das Potenzial haben, in die (nächste) Managementstufe aufzusteigen (Prognose), und/oder in welchen Kompetenzbereichen ihre Stärken und Schwächen liegen (Diagnose mit Empfehlungen zur weiteren Entwicklung). Kritisiert wurde in der Vergangenheit aber, dass in der AC-Praxis schon seit über drei Jahrzehnten multimethodal und messtechnisch nicht selten zu kurz gegriffen wird.
AC werden vor allem für den Führungsnachwuchs sowie das untere bzw. mittlere Management herangezogen. Aber auch andere Verfahrensarrangements wie das Management Audit (Potenzial-Einschätzung von Gruppen meist mittlerer Manager, zum Beispiel alle Leiter der Geschäftsstellen; vgl. Wübbelmann, 2005) und das Einzel-Assessment (Eignungs- und Passungseinschätzungen von Einzelpersonen aus dem mittleren und oberen Management, vgl. Bäcker & Etzel, 2002) ziehen – je nach multi-methodalem Anspruch – neben dem Interview meist ergänzend Tests und/oder Tätigkeitssimulationen und/oder 360-Grad-Beurteilungen (s. u.: Multi-Perspektivität) heran.

### 2.Multi-Perspektivität

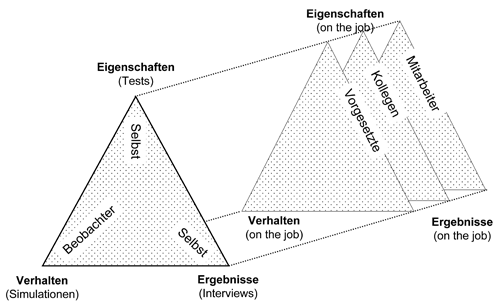
Abbildung 2: Ergänzung von Multi-Methodalität (= drei Ansätze der Eignungsdiagnostik) durch Multi-Perspektivität (= 360-Grad-Beurteilung)

Der der 360-Grad-Beurteilung zugrunde liegende Ansatz der Multi-Perspektivität wird seit einiger Zeit von vielen Autoren und HR-Managern als ideale Ergänzung des gerade behandelten Ansatzes der Multi-Methodalität gesehen, um auch die in einer Organisation ohnehin vorhandenen, jedoch verdeckten Beurteilungen einer Person sichtbar und auch rückmeldbar zu machen („Wahrheit im Plural“). Die folgende Erweiterung der graphischen Darstellung von Schulers Modell mag die methodische Einordnung des 360-Grad-Ansatzes erleichtern (siehe Abb. 2). Das vordere Dreieck repräsentiert noch einmal das Modell der „drei Ansätze der Eignungsdiagnostik“. Es zeigt, aus welchen methodischen Quellen die diagnostischen Informationen kommen (Tests, Simulationen, Interviews). Die hinteren Dreiecke zeigen auf, aus welchen weiteren Beurteiler-Quellen (Vorgesetzte, Kollegen, Mitarbeiter) solche methodisch unterschiedlichen Informationen auch noch kommen können.
360-Grad-Beurteilungen – einen Überblick geben Scherm und Sarges (2002) – werden sowohl als eigenständiges Verfahren (dann meist zu Zwecken der Führungskräfteentwicklung) als auch ergänzend zu anderen Potenzial-Einschätzungsarrangements wie Assessment-Center, Management Audits und Einzel-Assessments ein zunehmend interessantes Feld (Scherm, 2005 Scherm, 2014). Damit dürfte nicht nur die „ökologische“ Validität (Pawlik, 1982) des Gesamtbildes eines Kandidaten steigerbar sein, sondern auch die prognostische.
Über Multi-Methodalität und Multi-Perspektivität hinaus gibt es noch drei andere, bislang allerdings zu wenig genutzte Möglichkeiten zur Validitätserhöhung, auf die Sarges hinweist. Gemeint sind erweiterte Evokations- und Erfassungsmodi personaler Eignungsindikatoren durch:
- mehr uneindeutige Stimuli,
- mehr offene Reaktionsmöglichkeiten und
- stärkeres Ego-Involvement der Kandidaten,

und das in allen Instrumentbereichen, also bei Tests, Simulationen, Interviews und Fremdeinschätzungen.

### 3.Stimulus-Mehrdeutigkeit
Etliche wichtige Persönlichkeitsmerkmale für Management-Funktionen (z. B. Initiative, Machtmotivation, Helicopter-View, Ich-Entwicklung) kommen erst zu voller Entfaltung in eher schwach strukturierten Situationen. Aus diesem Grund erlauben mehrdeutige (= schwach strukturierte) Stimuli besser als eindeutige (= stark strukturierte) zu beurteilen, wie gut ein Kandidat bestimmte uneindeutige Situationen mitgestalten kann – eine überaus wichtige Information für valide Managementpotential-Einschätzung.
Auch wenn schwach strukturierte Situationen die Arbeitswelt von Managern besser repräsentieren als detailliert vorgegebene: Das Heranziehen von schwach strukturierten Situationen läuft eigentlich dem von Psychometrikern betriebenen Bemühen um Standardisierung, also um das Konstanthalten der Bedingungen, entgegen. Vor dem Hintergrund der ökologischen Validität von diagnostischen Aussagen sind gerade solche Situationen jedoch von besonderer Bedeutung.

### 4.Response-Offenheit
In der Arbeits- und Organisationspsychologie sowie in der Differentiellen und Persönlichkeitspsychologie gibt es seit Jahrzehnten eine dominante Tendenz zu einer „respondenten“ Psychologie. Häufig werden die Stimuli (Fragen in Fragebögen, Aufgaben in Leistungstests etc.) eindeutig gehalten und die Reaktionen geschlossen (Multiple Choice oder abgestufte Skalen = „respondent“). Als großer Fortschritt ließe sich verstehen, wenn in Verhaltenssimulationen sowie in Interviews vermehrt und im Testbereich überhaupt (erst wieder) mehrdeutige Stimuli und offene (= „operante“) Reaktionen zugelassen würden (vgl. Abb. 3). Dadurch ließen sich laut Sarges in einem qualitativ deutlich breiteren Spektrum diagnostische Informationen einholen:
Statt bevorzugt Seindeutig – Rgeschlossen sollten auch die Kombinationen Seindeutig – Roffen, Smehrdeutig – Rgeschlossen und Smehrdeutig – Roffen realisiert werden.

Abbildung 3: Stimulus-Response-Kombinationen

### 5.Ego-Involvement
Mit Ego-Involvement wird die Betroffenheit einer Person durch Bedeutsamkeit der Stimuli für das eigene Selbst bezeichnet. Ego-Involvement wird in der Eignungsdiagnostik als eine notwendige Bedingung angesehen, um diagnostische Informationen zu evozieren, die – bezogen auf die beruflichen Anforderungen – die Struktur und Dynamik der Persönlichkeit von Kandidaten valide abzuschätzen ermöglichen (Sarges, 2008).
In Diagnosesituationen sollten daher von vornherein die Chancen für nur geringes Ego-Involvement deutlich beschnitten werden – was aber in vielen Interviews, Tests und Assessment Centern nicht geschieht: Der Einsatz von standardisierten verbalen Stimuli zur Situationsbeschreibung etwa – typisch bei gängigen Fallstudien in ACn, bei vielen sogenannten Leitfaden-Fragen in Interviews und bei etlichen Fragen in üblichen Persönlichkeitstests – produziert oft nur eine schwach subjektiv relevante Situation, die sich naturgemäß validitätsmindernd auf die so evozierten „responses“ auswirkt. Offenbar wird bevorzugt das simple behavioristische S–R-Schema herangezogen statt des adäquateren S–O–R-Schemas, das auch die Innenwelt (O für Organismus, d. h. psychologische Konstrukte wie hier z. B. „Identifikation mit der Aufgabe“) als intervenierende Variable mit einbezieht. Bei niedrigem Ego-Involvement nämlich orientieren sich die Betroffenen wegen des Mangels an subjektiver Relevanz tendenziell an aktivierungsstarken äußeren Reizen oder zeigen stereotype Reaktionen. Durch die so entstehenden Varianzeinschränkungen im Verhalten (intra- und interindividuell) dürfte die Persönlichkeit von Kandidaten in Selektions- und Allokationskontexten bezüglich Breite und Tiefe dann schwächer konturiert erscheinen als sonst.
In der Praxis bleibt dies vielen Diagnostikern nicht verborgen. Um die Verhaltensvarianz zu erhöhen, wird deshalb häufig versucht, die Stimuli zu intensivieren, beispielsweise durch:
- Einsatz mutmaßlich „komplexerer“ Fälle im AC,
- „unerwarteter“ Fragen im Interview und
- „ausgefallenerer“ Item-Inhalte/-Formulierungen in Tests und Fragebögen.

Allerdings lässt sich Ego-Involvement nicht „von außen“ erzwingen: Eine stärker subjektiv-relevante Aktivierung, also höheres Ego-Involvement, wird weniger durch physisch als durch psychisch intensivere Stimulation hervorgerufen. Und um das zu erreichen, sollte laut Sarges die Fokussierung modifiziert werden, für eine geringere Stimulus-Orientierung und stattdessen für mehr Probanden-Aktivierung gesorgt werden. Deshalb sollten nicht bevorzugt verbale Szenarien vorgeben und darauf bezogene Reaktionen evoziert werden; viel ergiebiger wäre es, selbst erlebte Szenarien innerlich aufleben zu lassen und die ökologisch valideren Reaktionen abzuwarten.

## Einschränkungen der Management-Diagnostik
Zur Erfassung auskunftsfähiger Eignungsindikatoren für Management-Talent sieht Sarges (2014) noch viel Nachholbedarf. Er weist auf drei in der Praxis besonders defizitäre Felder hin: 1. vernachlässigte Daten-Quellen (implizite Motive, Fremdurteile, Probezeit), 2. vernachlässigte Diagnostiker-Kompetenzen, 3. vernachlässigte Kandidaten-Gruppen (Frauen, Personen aus schwächeren Sozialschichten) und macht Vorschläge, wie man diese Defizite abbauen könnte.
Über Verbesserungen auf der Prädiktorenseite hinaus bedarf es aber auch weiterer aussagefähiger Validierungsstudien mit inhaltlich und psychometrisch tauglichen Kriterien. Das übliche Erfolgskriterium „Beurteilung durch Vorgesetzte“ ist gemessen an diesen Forderungen nicht ohne weiteres befriedigend, denn Beurteiler neigen bei Verhaltensbeurteilungen zu globalen Eigenschaftseinschätzungen. Jedenfalls herrscht in der Eignungsdiagnostik weitgehend Einigkeit darüber, dass einzelne Kennwerte für valide Messungen beruflichen Erfolgs nicht ausreichen. Vielmehr werden jeweils Bündel von Kennwerten (= multiple Erfolgskriterien) benötigt, die die in der Praxis relevanten Zielsysteme abbilden.
Trotzdem werden Unzulänglichkeiten verbleiben: Manchmal – v. a. für höhere Hierarchieebenen und bei Einzelfallbetrachtungen – spielt auch die qualitative Bewertung eine Rolle. Managementerfolg ist dann weniger eine Messfrage („Suchleistung“) als vielmehr eine Interpretationsfrage („Bestimmungsleistung“, Hofstätter, 1986). Sarges weist dabei auf die Machtgruppen- und/oder Zeitgeistabhängigkeit hin: So mancher „Manager des Jahres“ wurde später diskret entthront. Doch spätestens nach den jüngeren Skandalen im oberen und obersten Management etlicher Firmen sollte deutlich mehr Gewicht auf die treffende Auswahl gelegt werden (Bellmann, 2013): Neben der Frage nach der Eignung gehört die Fokussierung auf die Passung ("concern for fit") zu den dringendsten Bemühungen – in der Praxis wie in der Forschung.